# Трудолюбовка (Харьковская область)
Трудолюбовка (укр. Трудолюбівка), село, 
Покровский сельский совет,
Коломакский район,
Харьковская область.
Код КОАТУУ — 6323280309. Население по переписи 2001 года составляет 43 (17/26 м/ж) человека.

## Географическое положение
Село Трудолюбовка находится на расстоянии в 2 км от сёл Панасовка, Цепочкино и Подлесное.

## История
- 1775 — дата основания.

## Экономика
- Птице-товарная ферма.